# 埃爾倫巴赫河 (貝沃河支流)
51°10′26.96″N 7°22′57.35″E / 51.1741556°N 7.3825972°E
埃爾倫巴赫河（德語：Erlenbach），是德國的河流，位於該國西部，流經北萊茵-威斯特法倫州，屬於貝沃河的右支流，河道全長4.9公里，流域面積4.3平方公里。